# Flakpanzer Gepard
Flugabwehrkanonenpanzer Gepard ali samo Flakpanzer Gepard je nemški gosenični samovozni protiletalski top. Zasnovan je bil v 1960ih, v uporabo je vstopil v 1970ih, vmes je bil večkrat moderniziran. V Nemški vojski ga bo kmalu nadomestil sistem  "SysFla" z raketami LFK NG in MANTIS topom. 
Gepard uporablja šasijo od tanka Leoparda 1. Opremljen je z dvema radarjem, na zadnjem delu kupole je nameščeni iskalni radar, med topovoma pa je nameščen sledilni radar. Gepard je oborožen z dvema 35mm avtomatskima topovoma Oerlikon KDA. Cev topov je dolga 3,15 m, izstopna hitrost projektila FAPDS je 1440 m/s, efektivni doseg je tako okrog 5 kilometrov. Oba topova skupaj imata hitrost streljanja 1100 nabojev/minuto. 

## Podobni sistemi
- Šilka ZSU-23-4
- Pancir-S1
- K30 Biho
- M247 Sergeant York
- PZA Loara
- 9K22 Tunguska
- PGZ95
- Mitsubishi Tip 87